# Pioneer 11
Pioneer 11 este o navă spațială lansată la 6 aprilie 1973 de NASA. Aceasta este destinată în primul rând studierii lui Jupiter și Saturn. Nava geamănă, Pioneer 10, a cercetat doar Saturnul.
Pioneer 11 a fost lansat în spațiu cu ajutorul rachetei Atlas. Nava a trecut pe lângă Jupiter în decembrie 1974, la o distanță de aproximativ 40 mii km. de limita norilor superiori și a transmis primele imagini detaliate ale planetei. În septembrie 1979 a fost la o distanță de aproximativ 20 mii km de suprafața noroasă a lui Saturn, efectuând o serie de măsurături și transferând fotografii ale planetei și satelitului acesteia, Titan. În 1995, a fost pierdut contactul cu aparatul.
După ce misiunea de cercetare a fost încheiată, naveta a părăsit Sistemul Solar, și acum (2013) se îndreaptă în direcția constelației Scutul.
La 21 octombrie 2012, nava se depărta de Soare, cu o viteză medie de aproximativ 11,391 km/s, sau 2,403 u.a. anual. Distanța până la Soare fiind de aproximativ 86,662 u.a, sau 12,964 mlrd. km.

### Placa Pioneer
La inițiativa lui Carl Sagan, Pioneer 10 și Pioneer 11 transportă câte o placă din aluminiu anodizat cu aur (152 și 229 mm). Plăcile Pioneer conțin un mesaj pictural, în eventualitatea că navele Pioneer vor fi interceptate de forme de viață extraterestră. Plăcuțele prezintă nudurile unui om de sex masculin și feminin, împreună cu mai multe simboluri care sunt concepute pentru a furniza informații despre originea navei spațiale.